# L'Azimut
Pour les articles homonymes, voir Azimut (homonymie).
Résidence
L'Azimut, précédemment théâtre Firmin Gémier / La Piscine jusqu’en 2021, Pôle national cirque d’Antony et de Châtenay-Malabry, est situé sur les communes d'Antony et de Châtenay-Malabry (Hauts-de-Seine). La structure est composée de trois lieux : le Théâtre La Piscine avec sa salle de concert Le Pédiluve à Châtenay-Malabry, le Théâtre Firmin-Gémier / Patrick Devedjian et l’Espace Cirque à Antony. Depuis mai 2021, Delphine Lagrandeur et Marc Jeancourt en sont les co-directeurs.

## Historique
Le théâtre Firmin-Gémier est créé à Antony en 1967 en hommage à Firmin Gémier, fondateur du Théâtre national populaire. En 2000, Marc Jeancourt en prend la direction et y développe un projet tourné vers la recherche de nouveaux publics. De cet esprit naît l’« Espace cirque » d’Antony, terrain à ciel ouvert d’accueil des compagnies et chapiteaux, permettant la programmation de cirque contemporain tout au long de l’année au quartier du Noyer doré. Avec ce nouveau site, le théâtre Firmin-Gémier devient, en 2004, la première scène conventionnée pour les arts du cirque en Île-de-France, nouveau label du ministère de la culture.
Le théâtre Firmin-Gémier s'est uni en 2008 avec le théâtre La Piscine, situé à Châtenay-Malabry, autour d'un projet commun : Le Théâtre Firmin Gémier / La Piscine. Depuis cette date, la devise du théâtre Firmin Gémier / La Piscine est donc devenue « Trois lieux, un même projet » symbolisant la contribution mutualisée de toutes ces salles au projet initial de Marc Jeancourt sur le territoire de la communauté d'agglomération des Hauts-de-Bièvre.
Le 15 juin 2021 le Théâtre Firmin-Gémier / La Piscine change de nom et devient officiellement L'Azimut,.

## Le théâtre Firmin Gémier / Patrick Devedjian

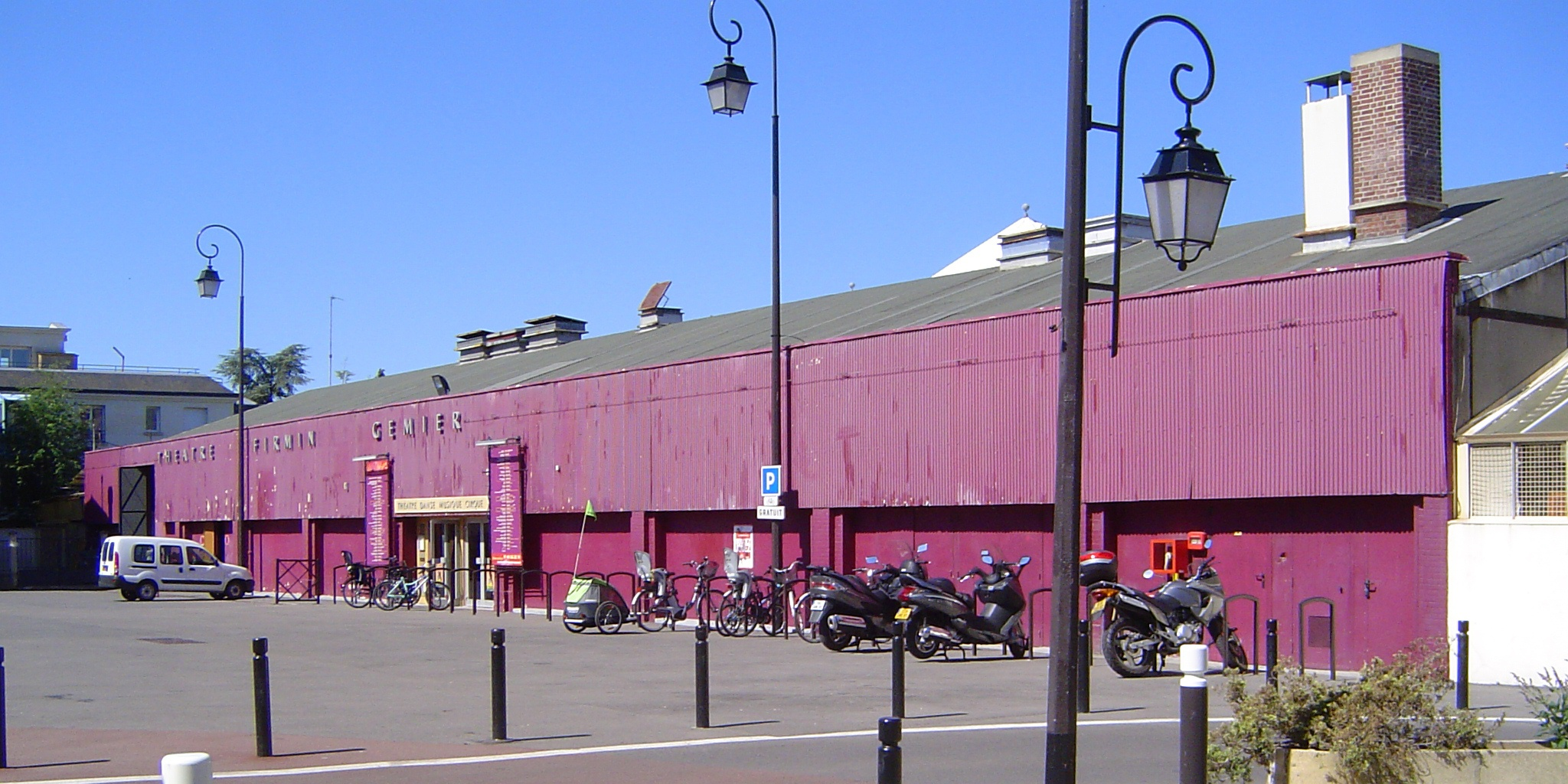
Le théâtre Firmin-Gémier avant sa déconstruction

En 1967 à l'initiative du maire, Georges Suant, un théâtre de 500 places, le théâtre Firmin-Gémier, est installé dans la halle construite en 1930 sur la place du marché, après y avoir apporté quelques améliorations, notamment la disposition des sièges sur des gradins.
Le théâtre est inauguré le 3 février 1967. Le premier directeur est Jacques Sarthou, alors directeur du théâtre de l'Île-de-France. Souvent désigné comme le fils spirituel de Firmin Gémier compte tenu de son expérience similaire dans un théâtre ambulant, il a souhaité que ce nouveau théâtre francilien porte ce nom. Plusieurs directeurs ont animé ensuite ce théâtre : Jean Rougerie nommé en 1972, Pierrette Garreau et Marc Ansel en 1979, Gérard Savoisien en 1984, René Chéneaux en 1991, François Kergourlay en 1995, Marc Jeancourt en 2000.
Au début des années 1980, les deux directeurs du théâtre Firmin-Gémier s’associent au théâtre du Campagnol, installé alors à la Piscine de Châtenay-Malabry. Le théâtre du Campagnol, à l’aide du théâtre Firmin-Gémier, s’installe au centre technique municipal, pour y présenter des spectacles.
De 1984 à 1991, la ville qui veut recentrer l’activité au théâtre même, se lance dans de grands travaux : nouveaux fauteuils, sol, rideaux. La ville met en avant également, les spectacles créés à Antony.
À partir de 1991, le metteur en scène René Chéneaux, prend la direction du théâtre. Il décide de développer les ateliers, stages et animations dans la ville d’Antony et ses alentours. Il oriente sa politique également vers la découverte de jeunes metteurs en scène.
En 1995, le nouveau directeur met en place les « Résidences », ce qui favorise des séries de représentations plus longues. C’est en 1999, que s’ouvre le Foyer, deuxième salle du théâtre Firmin Gémier avec gradins modulables pour des spectacles, des expositions, la restauration, etc.

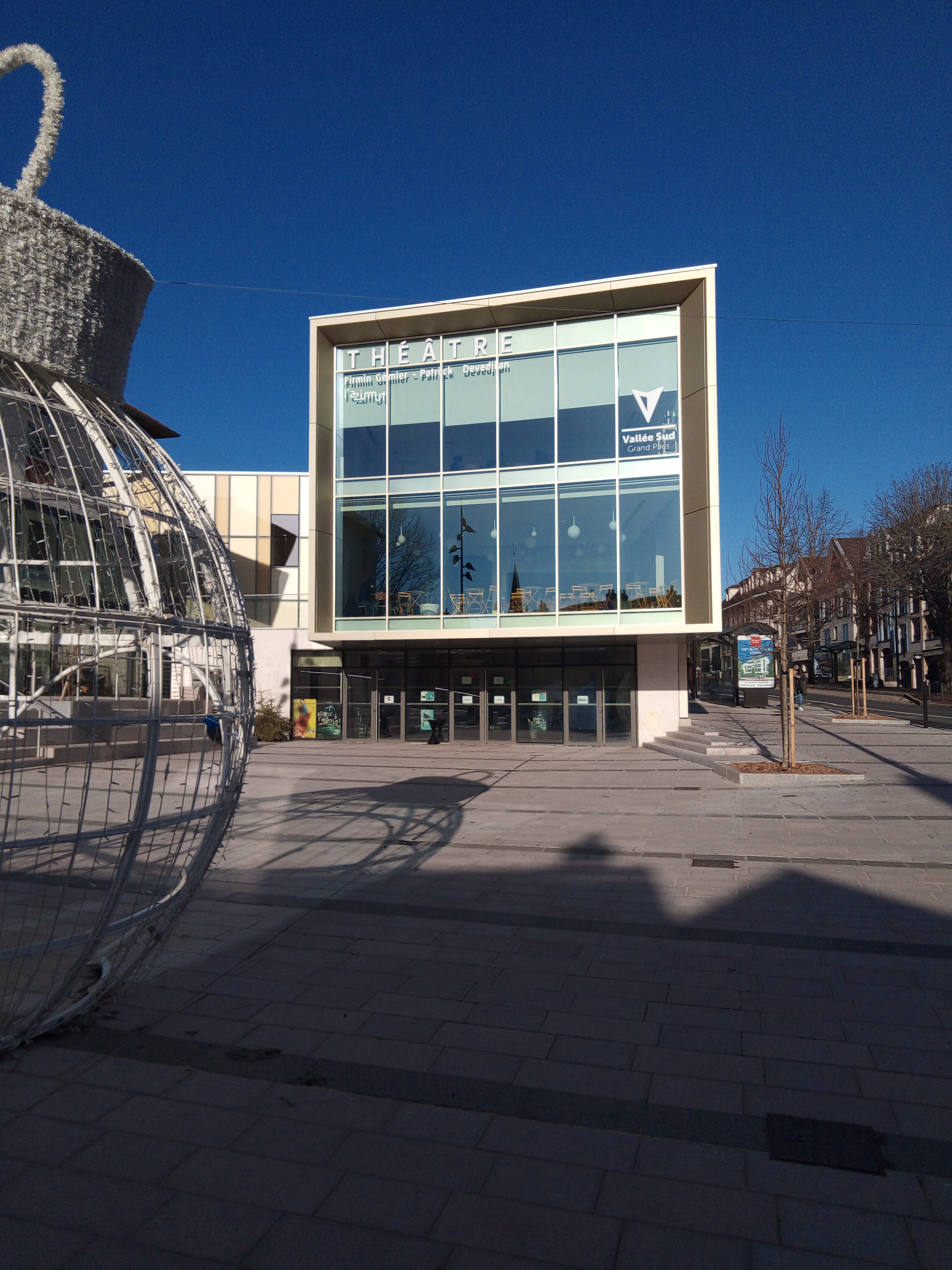
Le théâtre Firmin-Gémier - Patrick-Devedjian, site de l'Azimut à Antony

En 2000, Marc Jeancourt prend la direction du théâtre. Il a la volonté de faire sortir l’art des murs du théâtre et de toucher un nouveau public. Dans la salle, de jeunes metteurs en scène sont accueillis et on retrouve la danse dans la programmation. Le nombre de représentations par saison augmente. De plus, depuis 2004, un espace cirque viabilisé accueille les compagnies de cirque.
En 2011, à l'occasion de travaux d'aménagement en vue de créer une salle de cinéma, de l'amiante est découvert dans les locaux, ce qui amène la fermeture rapide et définitive du théâtre et sa déconstruction. La communauté d'agglomération des Hauts-de-Bièvre décide alors de construire un nouveau théâtre dont la livraison était prévue initialement en 2019. La conception et maîtrise d'œuvre en sont confiées à l'agence d'architectes Blond & Roux. Le 9 juillet 2019, la première pierre est posée et l'ouverture annoncée pour 2020. À la suite du décès de l'ancien maire d'Antony Patrick Devedjian, la municipalité décide de renommer le théâtre "Firmin Gémier / Patrick Devedjian".
En attendant la réouverture, les spectacles sont présentés dans différents lieux d'Antony
En mai 2021, Delphine Lagrandeur rejoint Marc Jeancourt à la direction du théâtre. Le nouveau théâtre ouvre le 9 octobre et est inauguré la semaine suivante.

## Le théâtre La Piscine

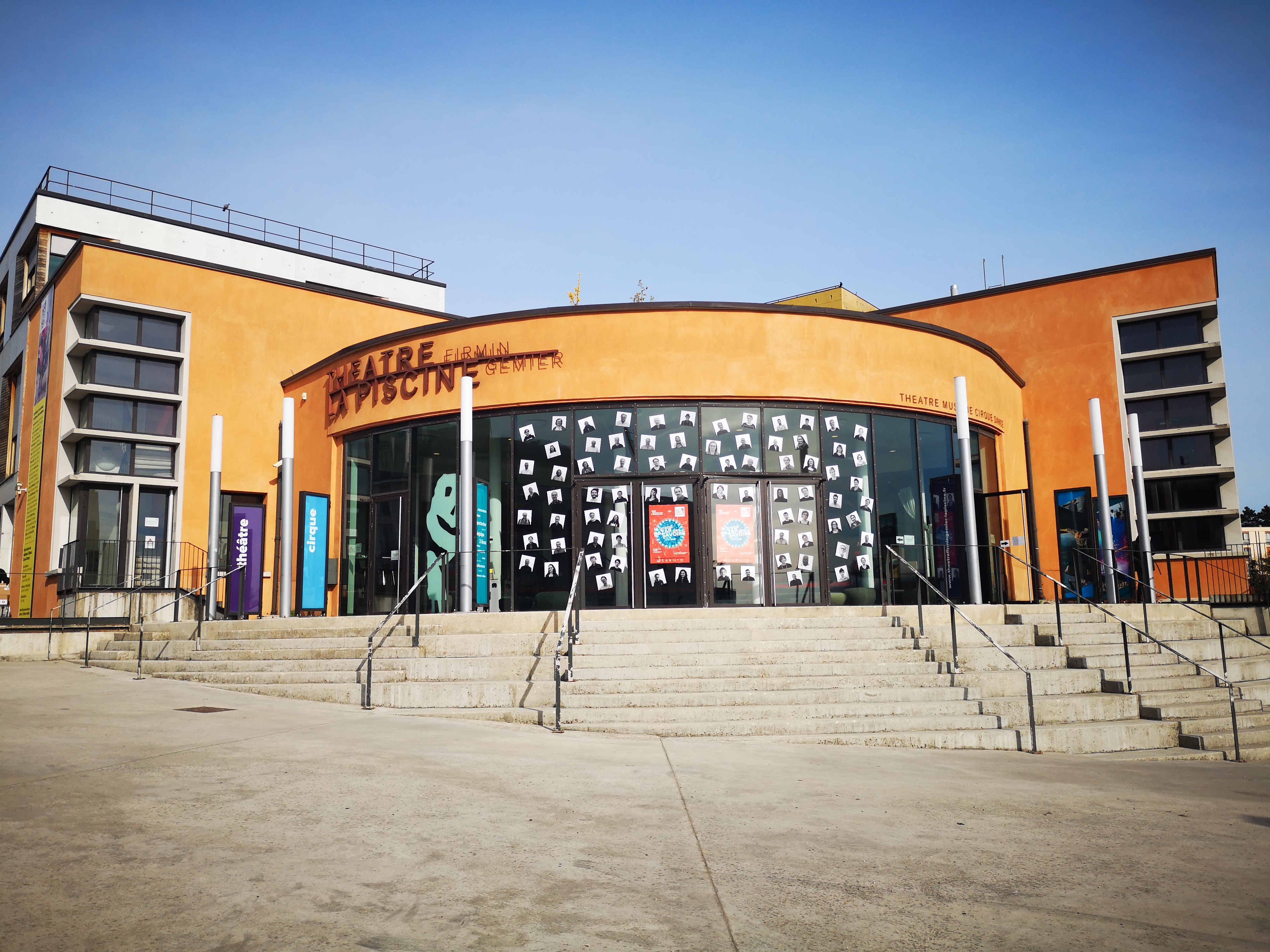
Théâtre La Piscine, Châtenay-Malabry

### Une piscine et une usine d'incinération
En 1930, l'architecte Paul Sirvin construit, à proximité de la cité-jardin de la Butte-Rouge à Châtenay-Malabry, une usine d'incinération d'ordures ménagères. En 1938, une piscine est inaugurée à proximité, dans un esprit de nouvel art de vivre. La piscine, qui est chauffée par l'usine d'incinération, a une architecture haute en couleur (mosaïque, solarium, grand bassin éclairé par la lumière du jour, pédiluve vert, etc), et devient rapidement un lieu de joie et de détente. La piscine vit de l’association de Châtenay-Malabry, Antony, Sceaux et Verrières-le-Buisson. En 1950, l'usine d'incinération est désaffectée, puis, en 1977, d’autres piscines ayant été ouvertes dans les communes environnantes, la piscine de Châtenay-Malabry ferme à son tour en raison de son coût trop élevé. Le site est donc disponible pour une nouvelle activité,.

### Investissement des lieux
Un groupe de professeurs de lycées décide de parler de ce lieu désaffecté à la compagnie de théâtre du Campagnol créé en 1975 par Jean-Claude Penchenat (qu'il dirigera jusqu'à fin 2002). Après avoir obtenu l’autorisation, le Campagnol investit le lieu à l’automne 1978. Dans des conditions précaires, sans chauffage, une équipe permanente s’installe, des ateliers pour amateurs se montent, des rencontres et des répétitions s’organisent, cependant le public ne peut pas être accueilli. Le lieu est fortement utilisé pour la préparation de spectacles,.

### Centre dramatique national
En 1982, le théâtre du Campagnol est nommé Centre dramatique national de la banlieue sud. En 1985, la Piscine est réhabilitée en salle de spectacle et ouverte au public. La Piscine a une équipe de vingt à trente comédiens pour la création. De nombreux projets sont mis en place : ateliers de créations de costumes, masques et accessoires ; ateliers de formations pour amateurs ; stages ; formation pour les formateurs d’enseignants qui dirigent des groupes de théâtre. En 1992, le théâtre du Campagnol quitte la Piscine et avec eux, disparaît le centre dramatique national de la banlieue sud,.

### Un lieu de spectacle
La Piscine devient un théâtre municipal qui accueille alors des compagnies en résidence et continue de proposer des ateliers. La rénovation de l'usine d'incinération est conduite en 2003 par l'architecte Nicolas Michelin qui conserve dans le foyer les brûleurs de l'ancienne usine et associe dans la nouvelle structure non seulement le théâtre mais aussi un conservatoire de musique et de danse et une salle de musique à partir des vestiges de l'ancienne piscine voisine,. Le nouveau théâtre, dénommé La Piscine devient pour la première fois un lieu de spectacle en étant la deuxième salle du théâtre Les Gémeaux de Sceaux. Il propose une programmation riche et un travail d’action culturelle est mené dans les écoles, en particulier les écoles primaires. En 2007, la Piscine s’unit avec le théâtre Firmin-Gémier pour former le théâtre Firmin Gémier / La Piscine (puis L'Aziumut depuis 2021). Depuis les travaux en 2008, la salle a différentes jauges selon les configurations : 524 places en théâtre/danse, 465 places en musique classique/opéra, 706 à 801 places en musiques actuelles/variétés.

## Le Pédiluve
À la suite de la construction du pôle culturel de Châtenay-Malabry, la salle du Pédiluve voit le jour au sein du Théâtre La Piscine à Châtenay-Malabry, en 2008. Cette salle de concert de musiques actuelles, de 120 places dont 80 assises, accueille tous les jeudis soir un ou des artistes pour une représentation.
Cette petite salle intimiste a été reconstruite à l’identique de l’ancienne, on peut donc y retrouver un bassin couvert de mosaïque, rappelant l’ancien pédiluve. Ce bassin accueille les spectateurs voulant profiter d’un verre durant le concert.
La programmation proposée est très variée et éclectique. Des artistes confirmés côtoient de jeunes artistes.
Sont passés au Pédiluve : Davy Sicard (2009), Féloche (2010), Imany (2011), Anouk Aïata (2013), Fadaa Freddy (2014), Feu! Chatterton (2014), Jain (2015), Jeanne Added (2015), Fishbach (2017), Clara Luciani (2017), Eddy de Pretto (2017), Pomme (2018), Kel Assouf (2019) Hervé (2019), Lionel Loueke (2020)...

## L’Espace Cirque

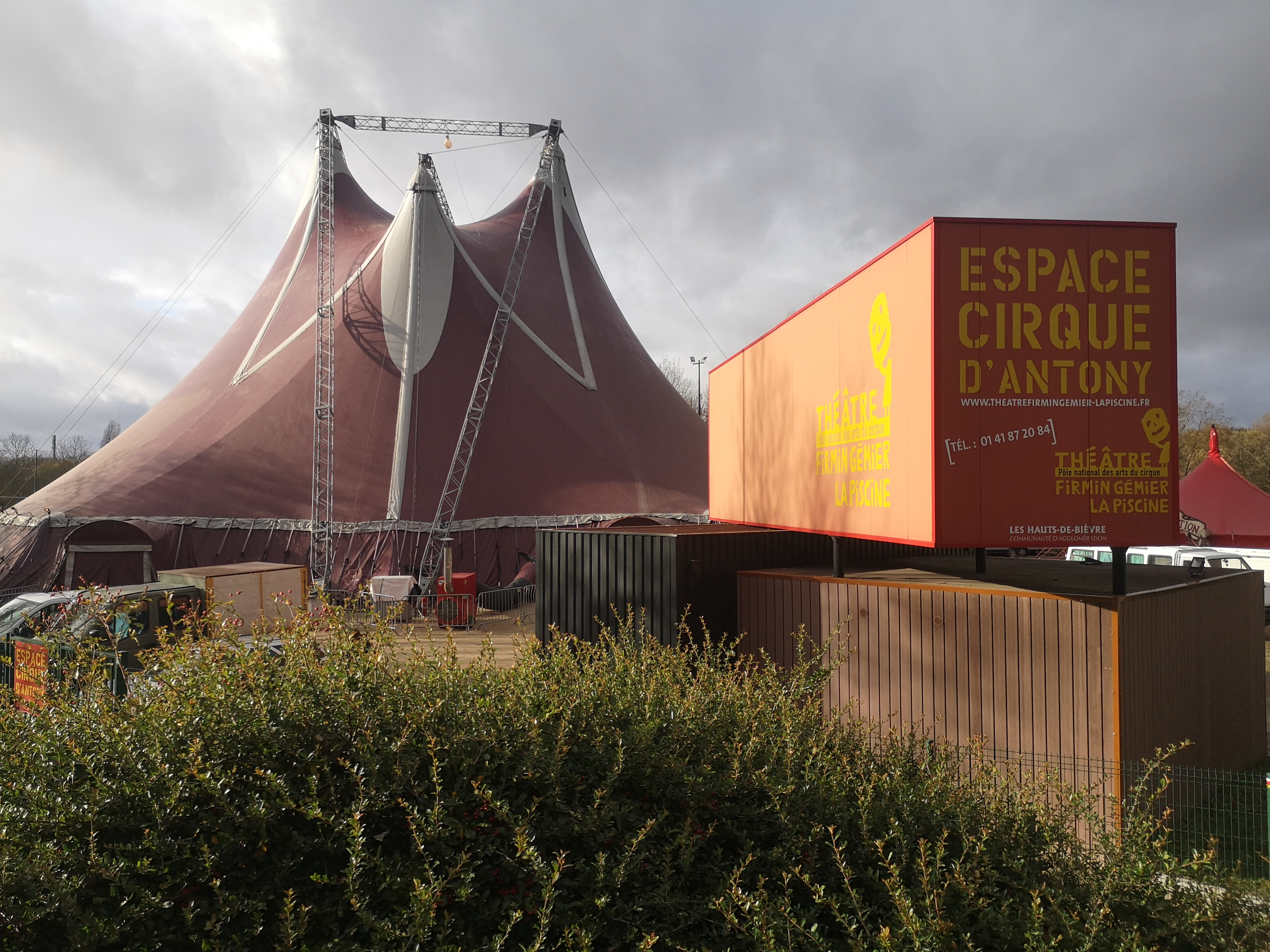
Le chapiteau de la compagnie CirkVOST à l'Espace Cirque d'Antony, novembre 2019.

Pour soutenir le cirque contemporain, L'Azimut bénéficie d’un « Espace cirque » viabilisé, mis à sa disposition par la ville d’Antony. Cet espace de 4 400 m2, accueille tout au long de l’année des compagnies de cirque contemporain qui s’installent soit pour une semaine minimum, soit en résidence, soit pour mettre au point une création et la répéter avant de partir en tournée.
Les chapiteaux sont montés et démontés par les compagnies qui se succèdent à l’Espace cirque. La jauge peut aller de 250 à 700 places.
Ce pôle « cirque contemporain » répond aux besoins des artistes car il n’existe que très peu d’espaces chapiteaux en Île-de-France. Mais cet espace cirque veut aussi s’intégrer à la vie de quartier dans lequel il est implanté. Il est situé près des habitations, d’un collège, d’une école primaire et de deux stades, toutes les tranches d’âge du public sont donc touchées. Pour favoriser les rencontres avec ce large public, une action culturelle est mise en place : répétitions ouvertes au public, stages d’initiation au cirque, visites du campement par les riverains, atelier cirque lorsqu’une compagnie a dressé son chapiteau. Le cirque amène les écoliers à découvrir un type de spectacle qu’ils ne connaissent pas toujours.
Toutes ces rencontres entraînent la création de liens entre les habitants et l’art du cirque.
En décembre 2011, l'Espace cirque est labellisé Pôle national cirque.